# Rivière Noire (vattendrag i Kanada, Québec, lat 48,74, long -71,86)
Rivière Noire är ett vattendrag i Kanada.   Det ligger i provinsen Québec, i den östra delen av landet, 500 km nordost om huvudstaden Ottawa.
Runt Rivière Noire är det glesbefolkat, med 11 invånare per kvadratkilometer.